# TERRA2001
『TERRA2001』（テラにせんいち）は、the brilliant greenの2ndアルバム。1999年9月8日に発売された。

## 概要
- オリコン1位を獲得したシングル『そのスピードで』をはじめとするシングル曲を含む全11曲を収録している。
- このアルバムを引っさげてのツアー『TERRA2001 TOUR』の開催と、『CALL MY NAME』の日本語バージョンのシングル発売をする告知の紙が封入されていた。
- 同年12月1日に『BYE! MY BOY!』もシングルカットされたため、11曲中7曲がシングル化されている状態になった。
- 前作に引き続き英詞のみの楽曲に関しては、川瀬智子自身による翻訳が掲載されている。
- 初回盤は、「ホログラム＋見開き観音ブックレット」のスペシャルパッケージ仕様になっている。

## 収録曲
| 全作詞: 川瀬智子、全編曲: the brilliant green。 |                                                 |           |          |      |
| #                                               | タイトル                                        | 作詞      | 作曲     | 時間 |
| 1.                                              | 「BYE! MY BOY!」                                | 川瀬智子  | 奥田俊作 | 3:22 |
| 2.                                              | 「愛の♥愛の星」                                 | 川瀬智子  | 奥田俊作 | 3:49 |
| 3.                                              | 「Brownie the cat -魅惑の猫ルーム-」            | 川瀬智子  | 奥田俊作 | 3:58 |
| 4.                                              | 「CALL MY NAME (ENGLISH VERSION)」              | 川瀬智子  | 奥田俊作 | 5:11 |
| 5.                                              | 「Maybe We Could Go Back To Then (76 VERSION)」 | 川瀬智子  | 奥田俊作 | 4:02 |
| 6.                                              | 「SEPTEMBER RAIN」                              | 川瀬智子  | 松井亮   | 4:22 |
| 7.                                              | 「FUNNY GIRLFRIEND!!」                          | 川瀬智子  | 奥田俊作 | 2:32 |
| 8.                                              | 「Round and Round」                             | 川瀬智子  | 松井亮   | 4:27 |
| 9.                                              | 「そのスピードで」                              | 川瀬智子  | 奥田俊作 | 5:08 |
| 10.                                             | 「CAN'T STOP CRYIN'」                           | 川瀬智子  | 奥田俊作 | 3:42 |
| 11.                                             | 「長いため息のように」                          | 川瀬智子  | 奥田俊作 | 5:37 |
| 合計時間:                                       | 合計時間:                                       | 合計時間: | 46:10    |      |

## 参加ミュージシャン
- 川瀬智子：Vocal, Chorus
- 松井亮：Guitars
- 奥田俊作：Bass

BYE! MY BOY!
- 佐野康夫：Drums
- 松岡モトキ：Electric Guitar
- 伊藤隆博：Keyboards
- 川瀬正人：Percussions

愛の♥愛の星
- 佐野康夫：Drums
- 松岡モトキ：Acoustic Guitar
- 伊藤隆博：Keyboards
- 川瀬正人：Percussions

Brownie the cat -魅惑の猫ルーム-
- 佐野康夫：Drums
- 松岡モトキ：Acoustic Guitar
- 伊藤隆博：Keyboards
- 三沢またろう：Percussions

CALL MY NAME (ENGLISH VERSION)
- 佐野康夫：Drums
- 松岡モトキ：Acoustic Guitar
- 伊藤隆博：Keyboards
- 川瀬正人：Percussions

Maybe We Could Go Back To Then (76VERSION)
- 佐野康夫：Drums
- 松岡モトキ：Acoustic Guitar
- 伊藤隆博：Keyboards
- 川瀬正人：Percussions

SEPTEMBER RAIN
- 佐野康夫：Drums
- 松岡モトキ：Acoustic Guitar
- 伊藤隆博, 奥田俊作：Keyboards

FUNNY GIRLFRIEND!! 
- 佐野康夫：Drums

Round and Round
- 佐野康夫：Drums
- 伊藤隆博：Keyboards
- 金原千恵子, 大林典代, 栄田嘉彦, 今野均：Violin
- 徳高真奈美, 植田彩子：Viola
- 堀沢真己, 笠原あやの：Cello

そのスピードで
- 高畠俊男：Drums
- 松岡モトキ：Acoustic Guitar
- 伊藤隆博：Keyboards
- 三沢またろう：Percussions

CAN'T STOP CRYIN'
- Tim Jensen：Chorus
- 佐野康夫：Drums, Percussions

長いため息のように
- 高畠俊男：Drums
- 松岡モトキ：Acoustic Guitar
- 伊藤隆博：Keyboards
- 三沢またろう：Percussions

## タイアップ
| 曲名               | タイアップ                                                                             |
| ------------------ | -------------------------------------------------------------------------------------- |
| 愛の♥愛の星        | TBS系列『COUNT DOWN TV』1999年8月・9月度オープニングテーマ、DyDo『ミスティオ』CMソング |
| そのスピードで     | フジテレビ系列ドラマ『Over Time-オーバー・タイム』主題歌                               |
| 長いため息のように | フジテレビ系列ドラマ『Over Time-オーバー・タイム』挿入歌                               |